# Suzanne Childs
Suzanne Childs (ur. 9 lipca 1968) – australijska judoczka. Srebrna medalistka mistrzostw Oceanii w 1990 i brązowa w 1992. Mistrzyni Australii w 1993 roku.